# Rosemary Kuhlmann
Rosemary Kuhlmann (New York City, 30 gennaio 1922 – 17 agosto 2019) è stata un mezzosoprano e attrice teatrale statunitense.
È nota soprattutto per aver interpretato il ruolo di Madre nell'Amahl e i visitatori notturni di Giancarlo Menotti, la prima opera commissionata per televisione che fu trasmessa dall'emittente americana NBC.

## Biografia
Dopo aver completato il liceo a Staten Island nel '39, trovò impiego come modella ai grandi magazzini Lord & Taylor di New York e poi alla Chase Bank di Manhattan. Allo scoppio della Seconda Guerra Mondiale entrò a far parte delle WAVES, la riserva femminile della marina statunitense. In compagnia di altre centodieci colleghe partecipò per tre mesi a un corso dell'Università del Wisconsin-Madison per l'apprendimento del Codice Morse.
Di ritorno a New York, iniziò a lavorare come telegrafista per trasmettere i messaggi in Codice Morse alle navi salpate in mare. Nello stesso tempo, iniziò a presenziare all'interno di programmi radiofonici che facevano propaganda al corpo delle WAVES e presto ebbe un show di musica popolare tutto suo.
Nel '45, la Kuhlmann fu accettata alla Juilliard School grazie alle borse di studio riservate ai veterani di guerra, ai sensi del G.I. Bill. L'amicizia con Lucia Dunham le procurò la scritturazione in varie parti teatrali, tra le quali quella di Poly ne L'opera del mendicante di John Gay. Dopoché l'amica Pat Neway la portò a vedere le Valchirie al Metropolitan e la cantante si rese conto di non amare l'opera, continuò col percorso di performance vocale, materia nella quale si diplomò nel '50.
Si unì quindi alla corale di Robert Shaw con un contratto di due anni, che interruppe quando fu chiamata a sostituire Gloria Lane, debuttante al Philadelphia, nella parte della segretaria de Il console, opera in tre atti di Gian Carlo Menotti per teatro Broadway. Di quell'esperienza affermò: «Tutti dicevano che Robert Shaw non mi avrebbe liberato dal mio contratto, ma lo fece. La musica di Menotti mi ha convertito all'opera. Era così reale - la voce e il drammatico si fondevano. Interpretare Il Consolenon era se stessi cantando; io stavo vivendo lui, e il valore della musica era semplicemente fantastico».
Nel 1951, Kuhlmann entrò a far parte dell'ensemble che portava in scena a Broadway Music in the Air, un revival musicale diretto da Oscar Hammerstein II. Durante questa produzione, la Kuhlmann fu invitata dal il produttore de Il Console Chandler Cowles a un'audizione al teatro Mark Hellinger per la parte della Madre nella sua nuova opera Amahl and the Night Visitors. Kuhlmann disse di questa audizione:
(Rosemary Kuhlmann, novembre 1951)
A stretto giro, la Kuhlmann iniziò le prove di Amahl and the Night Visitors, dopo aver terminato di girare Music in the Air alla fine di novembre del 1951. Le prove durarono circa un mese in compagnia di Menotti, del regista televisivo Kirk Browning e del direttore d'orchestra Thomas Schippers. In un'intervista, la Kuhlmann dichiarò: 
(Rosemary Kuhlmann, dicembre 1951)
Amahl and the Night Visitors andò in onda sulla NBC per la Vigilia di Natale del 1951, seguita da una stima di cinque milioni di ascoltatori. La mattina seguente, il New York Times pubblicò in prima pagina la recensione di Olin Downes sulla nuova "deliziosa e tenera" opera di Menotti. L'articolo elogiava la " commovente rappresentazione della Kuhlmann, aumentata dalle potenzialità della sua voce". L'opera della durata di 45 minuti fu replicata in occasione del 25 dicembre dei dodici anni successivi, con lo stesso cast per adulti: Kuhlmann nella parte della Madre, David Aiken, Leon Lishner e Andrew McKinley nella parte dei tre re. Il ruolo di Amahl, che in origine era strato la parte di Chet Allen, nelle trasmissioni successive fu attribuito a Bill McIver e Kirk Jordan, i quali avevano entrambi la parte diametralmente opposta della Kuhlmann.
La partecipazione ad Amahl e dei Visitatori notturni segnò il decollo della sua carriera. Poche settimana dopo la registrazione dell'LP, nel '52 partì con Menotti per un tour in tutta Europa nel quale era la Segretaria de Il Console. Nello stesso anno, portò in scena Amahl and the Night Visitors con la New York City Opera. Nel corso degli anni cinquanta, tornò alla New York City Opera per altre produzioni, che comprendevano i ruoli di in Il Console, il ruolo da protagonista Bizet nella Carmen, la Meg Page della Falstaff di Verdi, l'Angelina de La Cenerentola di Rossini, la Nicklausse ide I racconti di Hoffmann e la Tsarina de Gli stivaletti di Tchaikovsky.
A cavallo degli anni cinquanta e sessanta, fu spesso l'artista ospite di varie orchestre sinfoniche e in particolare fu la Giorgetta nella versione de Il tabarro di Puccini trasmessa dalla National Broadcasting Company, oltre a partecipare a opere minori estive a Dallas e St. Louis. A metà del decennio, nel '56, George Abbott e Harold Prince la scelsero per un tour nazionale come la Meg di Damn Yankees. Agli inizi del '57 interruppe la collaborazione per convolare a nozze con Hugh Evans, impiegato della rivista Yachting and Boating, e, nello stesso anno, Kuhlmann recitò per la NBC come la Desideria nel The Saint of Bleecker Street di Menotti e come la devota Mother Marie ne I dialoghi delle Carmelitane di Poulenc, con Elaine Malbin, Patricia Neway e Leontyne Price (rispettivamente nelle parti di Blanche, della Vecchio Priora e di Madame Lidoine).
Nel '61, Kuhlmann realizzò per la NBC Opera la sua ultima produzione televisiva, come la Sarah nel Deseret di Leonard Kastle, la prima moglie di Brigham Young. E dopo quest'eventi si ritirò a vita privata, dedicandosi al marito e alla famiglia. Kuhlman disse: 
(Rosemary Kuhlmann, anni '60)
Nel '78, Kuhlmann divorziò dal marito e fu assunta per quattro mesi alla PepsiCo, dove il suo contratto di lavoro temporaneo si trasformò in una carriera di sedici anni come assistente esecutiva del vicepresidente internazionale dell'azienda. Nel '94, lasciò l'azienda per entrare nel ruolo di assistente esecutivo del direttore del conservatorio musicale di Westchester, dove rimase per cinque anni, prima di rinunciare definitivamente a qualsiasi altro incarico nel '99.
Nel 2001, la Kuhlmann e Menotti si incontrarono nuovamente al Museum of Television & Radio di New York in occasione del cinquantesimo anniversario di saluto ad Amahl, al quale seguì il 20 gennaio 2006 il rito per l'anniversario di saluto dei  Dialogues of the Carmelite, sempre nello stesso museo, ma la proiezione a tutto schermo del video prodotto dalla NBC Opera.
Si spense il 17 agosto 2019 nel Rhode Island, all'età di novantasette anni.